# Napadi na Čornobajivko (2022)
Napadi na Čornobajivko so niz ukrajinskih napadov na s strani Rusije zavzeto mednarodno letališče Herson v Čornobajivki, ki so se začeli 27. februarja 2022 med južno ukrajinsko ofenzivo v okviru ruske invazije na Ukrajino. Ukrajinske oborožene sile so v Čornobajivki, ki se nahaja v ukrajinski Hersonski oblasti, skupno izvedle 26 napadov na ruske položaje, potem ko so ruske oborožene sile bombardirale in zavzele mestno letališče.
Po navedbah Ukrajine je v teh napadih 24. marca umrl ruski general Jakov Rezancev iz 49. kombinirane armade. General Andrej Mordvičev iz 8. gardne kombinirane armade naj bi bil 18. marca ubit v napadu, vendar je bilo pozneje potrjeno, da je še vedno živ. Poročali so tudi o smrti številnih ruskih vojakov in uničenju vojaške opreme, ki so jo imeli s seboj. Ob domnevnih velikih izgubah Rusije so se na ukrajinskih družbenih medijih pojavili memi, ki so se norčevali iz ruske uspešnosti v Čornobajivki.

## Ozadje
Čornobajivka je majhno mesto v ukrajinski Hersonski oblasti. So vrata v mesto Herson, njegov nadzor pa zagotavlja strateško in taktično prednost v primeru hipotetičnega napada na Mikolajiv. Razlog za to je predvsem tamkajšnje letališče, ki so ga ruske oborožene sile nameravale uporabiti kot pristajalno točko med rusko invazijo na Ukrajino leta 2022. Zato je ukrajinski analitik Aleksander Lemenov opredelil Čornobajivko kot enega od ruskih vojaških ciljev med vojno z Ukrajino.
Rusija je 24. februarja 2022, prvi dan ruske invazije na Ukrajino, bombardirala šest letališč v Ukrajini, med njimi tudi mednarodno letališče v Hersonu v Čornobajivki.

## Napadi
27. februarja zjutraj so ruske sile prevzele nadzor nad letališčem. Istega dne je Čornobajivka doživela prvi ukrajinski napad na ruske sile. Ukrajinske sile so rusko vojsko bombardirale z bojnimi brezpilotnimi letali Bajraktar TB2 turške izdelave. Ukrajinska vojska je objavila videoposnetek brezpilotnih letal, ki izvajajo zračne napade na ruske položaje, kar je prvi posnetek brezpilotnih letal Bajraktar v akciji od začetka vojne. Ta dogodek se je zgodil ob drugi obletnici letalskih napadov ruske vojske na Baljun leta 2020, v katerih je bilo v Siriji ubitih 34 turških vojakov. Turško veleposlaništvo v Kijevu je letalske napade na Čornobajivko označilo za »maščevanje« za incident v Bajlunu leta 2020 in izjavilo, da »le obstaja nekaj takega kot božja pravica«.
Naslednji dogodek v Čornobajivki se je zgodil 7. marca, ko je ukrajinska vojska zatrdila, da je uničila 30 ruskih vojaških helikopterjev, ki so bili nameščeni na letališču, ter drugo rusko opremo in osebje. Nato je 15. marca Ukrajina še enkrat napadla ruske sile v Čornobajivki. Guverner Mikolajevske oblasti Vitalij Kim je poročal, da so ruski vojaki zaradi tega pobegnili v predmestje takratnega rusko-zavzetega Hersona. 16. marca so ukrajinske sile ponovno obstreljevale letališče pod ruskim nadzorom in trdile, da je bilo uničenih sedem vojaških helikopterjev. Časopis The Wall Street Journal je poročal, da je »Ukrajina izvedla letalski napad na letališče v Hersonu, ki je zdaj rusko letalsko oporišče, satelitski posnetki ploščadi pa so pokazali sedem uničenih ali poškodovanih ruskih helikopterjev, od katerih so bili nekateri v plamenih«.
18. marca je bil nov ukrajinski napad na Čornobajivko usmerjen na položaj 8. gardne kombinirane armade, pri čemer naj bi bil ubit njen poveljnik, generalpodpolkovnik Andrej Mordvičev. Ruski viri niso potrdili njegove smrti, 28. marca pa so se pojavili posnetki, na katerih se je vodja Čečenske republike Ramzan Kadirov v Mariupolu sestal z Mordvičevim in drugimi poveljniki. Kasneje je ruski BBC News potrdil, da je Mordvičev še vedno živ. Naslednji dan, 19. marca, je Ukrajina ponovno premagala ruske sile pri Čornobajivki. Oleksij Arestovič, svetovalec urada ukrajinskega predsednika, je izjavil: »Ne smejte se. Ponovno smo jih ujeli v Čornobajivki. Že šestič.« Dva dni pozneje, 21. marca, so ukrajinske sile znova napadle letališče, kar je Arestovič napovedal z besedami: »Zberite se. Zdaj boste potrebovali ves svoj pogum. Čornobajivka. Sedmič.«
22. marca je Ukrajina ponovno napadla Ruse na letališču Čornobajivka, pri čemer so utrpeli žrtve in izgubo opreme. Arestovič je incidente v mestu pojasnil z navedbo, da so bili ruski helikopterji, ki so leteli s Krima v Ukrajino, zaradi pomanjkanja drugih možnosti za kopičenje vojske na tem območju prisiljeni pristajati na letališču v Čornobajivki. Vendar so ukrajinske sile zaradi ravnega ukrajinskega terena zlahka napadle ruske sile. Deveti incident v Čornobajivki se je zgodil 23. marca med novim ukrajinskim napadom na letališče. Arestovič je tokrat dejal, da je bilo ruske opreme, ki je bila shranjena na njem, manj kot prej. Naslednji dan, 24. marca, je ukrajinska vojska ponovno napadla rusko vojsko v Čornobajivki. Arestovič je dejal, da je takoj po ukrajinskem napadu prišlo do velikega premika vojakov po bližnjem Antonovskem mostu, za kar je trdil, da so ruski vojaki pobegnili. Trdili so tudi, da je bil v tem napadu na Čornobajivko ubit drugi ruski general. Če bo to potrjeno, bi to pomenilo, da je ukrajinska vojska ubila generalpodpolkovnika Jakova Rezanceva, poveljnika 49. kombinirane armade.
27. marca je Arestovič poročal o enajstem ukrajinskem napadu na Ruse v Čornobajivki. 28. marca je Arestovič sporočil, da je prišlo do dvanajstega ukrajinskega napada na letališče Čornobajivka. Na ta dan je Rusija sporočila, da je pri Čornobajivki sestrelila eno ukrajinsko brezpilotno letalo in pet raket. Trinajsti ukrajinski napad na Čornobajivko je bil 1. aprila, kot je poročal Arestovič. Dogodek je komentiral tudi Kim, ki je ruskim silam zaželel vesel prvi april. Istega dne so ruski vojaki že štirinajstič napadli Čornobajivko. Arestovič je izjavil, da je ukrajinski vojski s trinajstim in štirinajstim napadom uspelo uničiti celoten bataljon ruskih sil v mestu.
14. aprila je Arestovič poročal o petnajstem napadu ukrajinske vojske na Čornobajivko, v katerem so bila uničena skladišča streliva ruskega 22. armadnega korpusa. Arestovič je pozneje trdil, da so ukrajinske sile 17. aprila ponoči ponovno uničile rusko vojaško opremo, shranjeno na letališču v Čornobajivki. 24. aprila je na kratko sporočil, da je prišlo do sedemnajstega ukrajinskega napada na Ruse v mestu. Arestovič je povedal, da je ukrajinska vojska 2. maja uničila še eno rusko skladišče streliva po drugem napadu. Z minometi so ga izvedli vojaki 30. ukrajinske mehanizirane brigade. Brigada je sporočila, da so bili napadi izvedeni z minometi, ki so jih nedavno dodali v njeno enoto, in da bodo imeli »nepovabljeni gostje« zdaj manj streliva za bombardiranje ukrajinskega ozemlja. 13. maja je bila izvedena obsežna kampanja 25 zračnih napadov na ruske položaje v Čornobajivki. Tri ure so izvajali napade na skladišča ruske opreme ter artilerijskega in raketnega orožja in streliva.
Arestovič je 15. maja napovedal dvajseti incident v Čornobajivki. Dejal je, da se je napad začel ob 12:00 in da je v času njegovega poročila še vedno v teku. Operativno poveljstvo Jug je kasneje na svoji strani na Facebooku sporočilo, da je v napadu umrlo 75 vojakov ruske vojske in bilo uničenih skoraj 20 enot njene vojaške opreme. Uničeno je bilo tudi skladišče streliva in dve vzdrževalni delavnici. Naslednji dan, 16. maja, je generalštab ukrajinskih oboroženih sil napovedal nov napad na ruske sile v Čornobajivki, ki je povzročil izgube v opremi in med ruskimi silami. 29. maja je Arestovič napovedal dvaindvajseti incident v Čornobajivki. Povedal je, da so ukrajinske sile streljale na rusko skladišče streliva in da je napad trajal vsaj eno uro.
1. julija so ukrajinske sile že triindvajsetič napadle Ruse pri Čornobajivki in uničile eno od njihovih skladišč streliva. Operativno poveljstvo Jug je 3. julija sporočilo, da so ukrajinske sile uničile dve skladišči streliva v bližini Čornobajivke in Snigurevke. Tiskovni predstavnik vodje vojaške uprave Odesa Sergij Bratčuk je omenil, da je bilo v Čornobajivki zadeto še eno sovražnikovo skladišče streliva. Arestovič je 7. julija poročal, da je Ukrajina ob 14:23 uničila še eno rusko skladišče streliva v Čornobajivki, ki je še več kot uro po napadu gorelo, shranjeno orožje pa je še vedno eksplodiralo. To je bil petindvajseti napad, ki ga je proslavil. 9. julija je nov ukrajinski napad na Čornobajivko povzročil Rusiji velike izgube, potem ko je zadel več ruskih poveljniških položajev. Po besedah Arestoviča je zaradi tega umrlo dvanajst ruskih visokih častnikov, natančneje polkovnikov in generalov. Uničeno je bilo še eno skladišče streliva in več deset kosov vojaške opreme.

## Odzivi
Zaradi velikega števila napadov, ki so jih ruske sile doživele v Čornobajivki, je naselje v Ukrajini dobilo status »legendarnega«. Na ukrajinsko govorečih družbenih medijih se je pojavil val memov, ki se posmehujejo poročilom o neuspehih Rusije v Čornobajivki. Poleg tega je ukrajinska glasbena skupina Alcohol Ukulele v mestu Krivjem Rigu napisala pesem o dogodkih v Čornobajivki.
Predsednik Ukrajine Volodimir Zelenski je dejal, da se bo »ukrajinska Čornobajivka zapisala v zgodovino vojne« in da je »to kraj, kjer so se ruski vojaki, njihovi poveljniki, popolnoma izkazali. . . takšni kot so — nesposobni, sposobni le preprosto spraviti svoje ljudi v pokol«.